# Tour de Omán 2014
La 5.ª edición del Tour de Omán tuvo lugar del 18 al 23 de febrero de 2014 con un recorrido de 915,5 km  entre As Suwayq Castle y Matrah Corniche. 
Organizada por la ASO, forma parte del UCI Asia Tour 2013-2014, dentro de la categoría 2.HC (máxima categoría de estos circuitos).
El ganador final fue Chris Froome (quien además se hizo con una etapa). Le acompañaron en el podio Tejay van Garderen y Rigoberto Urán, respectivamente.
En las otras clasificaciones secundarias se impusieron André Greipel (puntos), Romain Bardet (jóvenes), Team Sky (equipos) y Preben Van Hecke (combatividad).

## Equipos participantes
Tomaron parte en la carrera 18 equipos: 13 equipos de categoría UCI ProTeam y 5 de categoría Profesional Continental. Formando así un pelotón de con 143 ciclistas, con 8 corredores cada equipo, excepto el Bardiani CSF que salió con 7. Los equipos participantes fueron:
| Equipo                                     | Cód. UCI | Categoría               |
| ------------------------------------------ | -------- | ----------------------- |
| Team Sky                                   | SKY      | UCI ProTeam             |
| Katusha                                    | KAT      | UCI ProTeam             |
| Astana Pro Team                            | AST      | UCI ProTeam             |
| Trek Factory Racing                        | TFR      | UCI ProTeam             |
| Cannondale Pro Cycling                     | CAN      | UCI ProTeam             |
| BMC Racing Team                            | BMC      | UCI ProTeam             |
| Omega Pharma-Quick Step                    | OPQ      | UCI ProTeam             |
| Lotto-Belisol                              | LTB      | UCI ProTeam             |
| AG2R La Mondiale                           | ALM      | UCI ProTeam             |
| Belkin-Pro Cycling Team                    | BEL      | UCI ProTeam             |
| Tinkoff-Saxo                               | TCS      | UCI ProTeam             |
| FDJ.fr                                     | FDJ      | UCI ProTeam             |
| Team NetApp-Endura                         | TNE      | Profesional Continental |
| Orica-GreenEDGE                            | OGE      | UCI ProTeam             |
| IAM Cycling                                | IAM      | Profesional Continental |
| Topsport Vlaanderen-Baloise                | TSV      | Profesional Continental |
| Bardiani CSF                               | BAR      | Profesional Continental |
| UnitedHealthcare Professional Cycling Team | UHC      | Profesional Continental |

## Etapas

### Etapa 1, 18-02-2014:As Suwayq Castle–Naseem Garden, 164,5 km
|   | Ciclista       | Equipo                  | Tiempo         |
| - | -------------- | ----------------------- | -------------- |
| 1 | André Greipel  | Lotto-Belisol           | 4 h 3 min 31 s |
| 2 | Leigh Howard   | Orica-GreenEDGE         | a m.t.         |
| 3 | Nicola Ruffoni | Bardiani CSF            | a m.t.         |
| 4 | Nacer Bouhanni | FDJ                     | a m.t.         |
| 5 | Tom Boonen     | Omega Pharma-Quick Step | a m.t.         |

|   | Ciclista         | Equipo                      | Tiempo         |
| - | ---------------- | --------------------------- | -------------- |
| 1 | André Greipel    | Lotto-Belisol               | 4 h 3 min 21 s |
| 2 | Leigh Howard     | Orica-GreenEDGE             | a 4 s          |
| 3 | Nicola Ruffoni   | Bardiani CSF                | a 6 s          |
| 4 | Preben Van Hecke | Topsport Vlaanderen-Baloise | a 6 s          |
| 5 | Niki Terpstra    | Omega Pharma-Quick Step     | a 7 s          |

### Etapa 2, 19-02-2014:Al Bustan-Quriyat, 139 km
|   | Ciclista           | Equipo                  | Tiempo          |
| - | ------------------ | ----------------------- | --------------- |
| 1 | Alexander Kristoff | Katusha                 | 3 h 12 min 01 s |
| 2 | Leigh Howard       | Orica-GreenEDGE         | m.t.            |
| 3 | Tom Boonen         | Omega Pharma-Quick Step | a m.t.          |
| 4 | Robert Förster     | UnitedHealthcare        | a m.t.          |
| 5 | Nacer Bouhanni     | FDJ                     | a m.t.          |

|   | Ciclista           | Equipo                      | Tiempo           |
| - | ------------------ | --------------------------- | ---------------- |
| 1 | Leigh Howard       | Orica-GreenEDGE             | '7 h 15 min 20 s |
| 2 | Alexander Kristoff | Katusha                     | a 2 s            |
| 3 | André Greipel      | Lotto-Belisol               | a 2 s            |
| 4 | Preben Van Hecke   | Topsport Vlaanderen-Baloise | a 2 s            |
| 5 | Tom Boonen         | Omega Pharma-Quick Step     | a 8 s            |

### Etapa 3, 20-02-2014:Bank Muscat–Al Bustan, 145 km
|   | Ciclista       | Equipo        | Tiempo          |
| - | -------------- | ------------- | --------------- |
| 1 | André Greipel  | Lotto-Belisol | 3 h 29 min 08 s |
| 2 | Peter Sagan    | Cannondale    | m.t.            |
| 3 | Nacer Bouhanni | FDJ           | a m.t.          |
| 4 | Ben Swift      | Team Sky      | m.t.            |
| 5 | Paolo Colonna  | Bardiani CSF  | m.t.            |

|   | Ciclista           | Equipo          | Tiempo           |
| - | ------------------ | --------------- | ---------------- |
| 1 | André Greipel      | Lotto-Belisol   | 10 h 44 min 20 s |
| 2 | Leigh Howard       | Orica-GreenEDGE | a 8 s            |
| 3 | Alexander Kristoff | Katusha         | a 10 s           |
| 4 | Peter Sagan        | Cannondale      | a 14 s           |
| 5 | Nacer Bouhanni     | FDJ             | a 16 s           |

### Etapa 4, 21-02-2014:Wadi Al Abiyad–Ministry of Housing, 173 km
|   | Ciclista        | Equipo                  | Tiempo          |
| - | --------------- | ----------------------- | --------------- |
| 1 | Peter Sagan     | Cannondale              | 4 h 02 min 30 s |
| 2 | Rigoberto Urán  | Omega Pharma-Quick Step | a m.t           |
| 3 | Vincenzo Nibali | Astana                  | a 2 s           |
| 4 | Daryl Impey     | Orica-GreenEDGE         | a 2 s           |
| 5 | Tony Gallopin   | Lotto-Belisol           | a 2 s           |

|   | Ciclista        | Equipo                  | Tiempo           |
| - | --------------- | ----------------------- | ---------------- |
| 1 | Peter Sagan     | Cannondale              | 14 h 46 min 44 s |
| 2 | Rigoberto Urán  | Omega Pharma-Quick Step | a 10 s           |
| 3 | Vincenzo Nibali | Astana                  | a 14 s           |
| 4 | Tony Gallopin   | Lotto-Belisol           | a 17 s           |
| 5 | Daryl Impey     | Orica-GreenEDGE         | a 18 s           |

### Etapa 5, 22-02-2014:Bidbid–Jabal Al Akhdhar, 147,5 km
|   | Ciclista           | Equipo                  | Tiempo          |
| - | ------------------ | ----------------------- | --------------- |
| 1 | Chris Froome       | Sky                     | 3 h 49 min 53 s |
| 2 | Tejay van Garderen | BMC Racing              | a 22 s          |
| 3 | Rigoberto Urán     | Omega Pharma-Quick Step | a 33 s          |
| 4 | Joaquim Rodríguez  | Katusha                 | a 38 s          |
| 5 | Robert Gesink      | Belkin-Pro Cycling Team | a 47 s          |

|   | Ciclista           | Equipo                  | Tiempo           |
| - | ------------------ | ----------------------- | ---------------- |
| 1 | Chris Froome       | Sky                     | 18 h 36 min 45 s |
| 2 | Tejay van Garderen | BMC Racing              | a 26 s           |
| 3 | Rigoberto Urán     | Omega Pharma-Quick Step | a 31 s           |
| 4 | Joaquim Rodríguez  | Katusha                 | a 48 s           |
| 5 | Robert Gesink      | Belkin-Pro Cycling Team | a 57 s           |

### Etapa 6, 23-02-2014:As Sifah–Matrah Corniche, 146,5 km
|   | Ciclista           | Equipo        | Tiempo           |
| - | ------------------ | ------------- | ---------------- |
| 1 | André Greipel      | Lotto-Belisol | 3 h 25 min 41 s' |
| 2 | Nacer Bouhanni     | FDJ           | m.t.             |
| 3 | Sam Bennett        | NetApp-Endura | m.t.             |
| 4 | Alexander Kristoff | Katusha       | m.t              |
| 5 | Michael Mørkøv     | Tinkoff-Saxo  | m.t.             |

|   | Ciclista           | Equipo                  | Tiempo           |
| - | ------------------ | ----------------------- | ---------------- |
| 1 | Chris Froome       | Sky                     | 22 h 02 min 26 s |
| 2 | Tejay van Garderen | BMC Racing              | a 26 s           |
| 3 | Rigoberto Urán     | Omega Pharma-Quick Step | a 31 s           |
| 4 | Joaquim Rodríguez  | Katusha                 | a 48 s           |
| 5 | Robert Gesink      | Belkin-Pro Cycling Team | a 57 s           |

## Clasificaciones finales

### Clasificación general
| Posición | Ciclista           | Equipo                  | Tiempo           |
| -------- | ------------------ | ----------------------- | ---------------- |
|          | Chris Froome       | Sky                     | 22 h 02 min 26 s |
| 2        | Tejay van Garderen | BMC Racing              | a 26 s           |
| 3        | Rigoberto Urán     | Omega Pharma-Quick Step | a 31 s           |
| 4        | Joaquim Rodríguez  | Katusha                 | a 48 s           |
| 5        | Robert Gesink      | Belkin-Pro Cycling Team | a 57 s           |
| 6        | Domenico Pozzovivo | Ag2r La Mondiale        | a 1min 01s       |
| 7        | Sergio Henao       | Team Sky                | a 1min 19s       |
| 8        | Roman Kreuziger    | Tinkoff-Saxo            | a 1min 25s       |
| 9        | Johann Tschopp     | IAM                     | a 1min 32s       |
| 10       | Daniel Moreno      | Katusha                 | a 1min 34s       |

### Clasificación de los puntos
| Posición | Ciclista       | Equipo        | Puntos |
| -------- | -------------- | ------------- | ------ |
|          | André Greipel  | Lotto-Belisol | 45     |
| 2        | Nacer Bouhanni | FDJ.fr        | 34     |
| 3        | Peter Sagan    | Cannondale    | 28     |

### Clasificación de los jóvenes
| Posición | Ciclista         | Equipo           | Tiempo           |
| -------- | ---------------- | ---------------- | ---------------- |
|          | Romain Bardet    | Ag2r La Mondiale | 22 h 04 min 19 s |
| 2        | Kenny Elissonde  | FDJ.fr           | a 52 s           |
| 3        | David de la Cruz | NetApp-Endura    | a 1 min 17 s     |

### Clasificación por equipos
| Posición | Equipo           | Tiempo           |
| -------- | ---------------- | ---------------- |
|          | Team Sky         | 66 h 11 min 00 s |
| 2        | IAM Cycling      | a 2 min 30 s     |
| 3        | Ag2r La Mondiale | a 3 min 02 s     |

### Clasificación de la Combatividad
| Posición | Ciclista         | Equipo                      | Puntos |
| -------- | ---------------- | --------------------------- | ------ |
|          | Preben Van Hecke | Topsport Vlaanderen-Baloise | 21     |
| 2        | Jelle Wallays    | Topsport Vlaanderen-Baloise | 15     |
| 3        | Nicola Boem      | Bardiani CSF                | 13     |

## Evolución de las clasificaciones
| Etapa (Vencedor)               | Clasificación general | Clasificación por puntos | Clasificación de los jóvenes | Clasificación por equipos   | Clasificación de la combatividad |
| ------------------------------ | --------------------- | ------------------------ | ---------------------------- | --------------------------- | -------------------------------- |
| 1.ª etapa (André Greipel)      | André Greipel         | André Greipel            | Leigh Howard                 | Topsport Vlaanderen-Baloise | Preben Van Hecke                 |
| 2.ª etapa (Alexander Kristoff) | Leigh Howard          | Leigh Howard             | Leigh Howard                 | Topsport Vlaanderen-Baloise | Preben Van Hecke                 |
| 3.ª etapa (André Greipel)      | André Greipel         | André Greipel            | Leigh Howard                 | Omega Pharma-Quick Step     | Preben Van Hecke                 |
| 4.ª etapa (Peter Sagan)        | Peter Sagan           | André Greipel            | Peter Sagan                  | Orica-GreenEDGE             | Jelle Wallays                    |
| 5.ª etapa (Chris Froome)       | Chris Froome          | André Greipel            | Romain Bardet                | Team Sky                    | Preben Van Hecke                 |
| 6.ª etapa (André Greipel)      | Chris Froome          | André Greipel            | Romain Bardet                | Team Sky                    | Preben Van Hecke                 |
| Clasificación final            | Chris Froome          | André Greipel            | Romain Bardet                | Team Sky                    | Preben Van Hecke                 |